# Calendarul iulian proleptic
Calendarul iulian proleptic a fost produs prin retropolarea calendarului iulian la datele anterioare introducerii sale oficiale în 45 î.Hr.
Utilizând sistemul numerației romane, care nu include cifra zero, în mod tradițional, pentru reprezentarea anilor care au precedat anul 1, se folosesc 1 î.Hr., 2 î.Hr., 3 î.Hr. etc. În acest sistem, 1 î.Hr. ar fi un an bisect, deși anii bisecți utilizați, în mod real, între 46 î.Hr. și 4 ar fi fost eratici. 
Utilizând un sistem de numerație care îl include pe zero, este mai comod să se includă un an zero și să se reprezinte anii anteriori ca negativi (cu semnul minus). Această convenție este utilizată cu zilele iuliene. În acest sistem, anul 0 (zero), care este echivalent cu 1 î.Hr., este un an bisect.